# بازی‌های آسیایی زمستانی ۱۹۹۶
بازی‌های آسیایی زمستانی ۱۹۹۶ (به انگلیسی: 1996 Asian Winter Games) سومین دوره بازی‌های آسیایی زمستانی بوده‌است که از ۴ تا ۱۱ فوریه ۱۹۹۶ در هاربین، چین برگزار شده‌است.
کشور کره شمالی در ابتدا قرار بوده‌است که میزبان این دوره از مسابقات باشد اما به دلیل عمل نکردن به تعدات میزبانی به کشور چین داده شد، کشورهای قزاقستان و ازبکستان برای اولین بار در این بازی‌ها شرکت کردند.

## کشورهای شرکت‌کننده
| - چین - هنگ کنگ - هند - ایران - ژاپن - قزاقستان - قرقیزستان - کره جنوبی - کویت | - لبنان - ماکائو - مغولستان - پاکستان - تایلند - تاجیکستان - چین تایپه - ازبکستان - کره شمالی |

## رشته‌های ورزشی
- اسکی آلپاین
- ورزش دوگانه
- اسکی صحرانوردی
- اسکیت نمایشی
- اسکی نمایشی
- هاکی روی یخ
- اسکیت سرعت مسیر کوتاه
- اسکیت سرعت

رشته‌های ورزشی غیر رسمی
- اسکی پرش

## جدول مدال‌ها
کشور میزبان
| رتبه  | کشور            | طلا | نقره | برنز | مجموع |
| 1     | چین (CHN)       | ۱۵  | ۷    | ۱۵   | ۳۷    |
| 2     | قزاقستان (KAZ)  | ۱۴  | ۹    | ۸    | ۳۱    |
| 3     | ژاپن (JPN)      | ۸   | ۱۴   | ۱۰   | ۳۲    |
| 4     | کره جنوبی (KOR) | ۸   | ۱۰   | ۸    | ۲۶    |
| 5     | ازبکستان (UZB)  | ۰   | ۱    | ۱    | ۲     |
| مجموع | مجموع           | ۴۵  | ۴۱   | ۴۲   | ۱۲۸   |